# Stanley William Hayter
Stanley William Hayter (* 27. Dezember 1901 in London; † 4. Mai 1988 in Paris) war ein britischer Maler, Radierer und Grafiker. Er gründete das Atelier 17 in Paris.

## Leben
Hayter studierte von 1917 bis 1922 zunächst Geologie und Chemie am King’s College London. Von 1922 bis 1925 arbeitete er für die Anglo-Iranian Oil Co. als Forscher in Abadan, Persien.
In dieser Zeit zeichnete er knapp 150 Porträts von Beschäftigten dieser Firma. Seine Gemälde zeigten meist Landschaften, Flüsse, Schiffe und die Ölförderanlagen. Seine wissenschaftliche Ausbildung ist grundlegend für sein wachsendes Interesse an den technischen Seiten der Druckgrafik.
1925 erkrankte Hayter an Malaria und kehrte nach England zurück. Im Hauptquartier der Anglo-Iranian Oil Co. fand eine Ausstellung seiner Gemälde statt – dabei wurden fast alle Arbeiten verkauft. Dies bestärkte Hayter, die Malerei zu seinem Beruf zu machen.
1926 ging er nach Paris und begann ein Kunststudium an der Académie Julian. Dort lernte er Drucktechniken, speziell den Kupferstich bei Joseph Hecht kennen. Mit ihm arbeitete er an einer neuen informellen und dekorativen Ästhetik. Seine abstrakten Drucke und Holzschnitte stießen zu seiner Zeit jedoch auf Unverständnis.
Alice Carr de Creeft (die Frau des Bildhauers Jose de Creeft) war von seinen Arbeiten fasziniert und bedrängte ihn, Kurse anzubieten. Hecht half ihm eine Druckpresse aufzutreiben und so gründete Hayter 1927 – in der Nähe des Ateliers von Alberto Giacometti – eine Kunstschule für experimentelle Druckgrafik, die 1933 in die No 17, Rue Campagne-Premiere umzog (Nähe des Künstlerviertels Montparnasse) und ab diesem Zeitpunkt international als Atelier 17 bekannt wurde.
Von 1929 an arbeitete er mit Yves Tanguy, André Masson und anderen Surrealisten zusammen. Hayters Werke waren auf zahlreichen surrealistischen Ausstellungen zu sehen. Nach dem Ausschluss von Paul Éluard aus der surrealistischen Gruppierung verließ jedoch auch er die Gruppe. Hayter betrachtete die experimentelle Druckgrafik als unabhängige, eigenständige Kunstform. Zu seinen Schülern zählten u. a. Roger Vieillard, sowie Pierre Alechinsky. Hayters Experimente zu den Drucktechniken am Atelier 17 beeinflussten die Arbeiten von Joan Miró, Hans Arp, Yves Tanguy, Alberto Giacometti, Max Ernst, Julian Trevelyan und Gabor Peterdi. Mit Pablo Picasso stand er von 1934 bis 1939 regelmäßig in Kontakt, tauschte mit ihm Drucke und gab ihm technische Hilfen. Wie Picasso war er von den Gräueln des Krieges in Spanien entsetzt. 1936 entstand Hayters Radierung Combat, die mit Picassos Guernica (1937) verglichen wird.
Anaïs Nin berichtet, dass Hayter – obwohl dies in Frankreich bei Gefängnisstrafe verboten war – spanische Flüchtlinge in seinem Atelier versteckte und sie „gallons of soup“ für diese kochte.
Mit Beginn des Zweiten Weltkrieges, 1939, kehrte er als englischer Reservist nach England zurück und arbeitete mit Roland Penrose, Julian Trevelyan und anderen am Aufbau einer Tarneinheit. 1940 wanderte er nach New York City aus. Die Ideen des Atelier 17 lehrte er in seinem Atelier in Greenwich Village. In New York arbeitete er mit Jackson Pollock, Willem de Kooning, Mark Rothko, William Baziotes und David Smith zusammen. Dort hatte er auch Kontakt zu den emigrierten Künstlern Max Ernst, Amédée Ozenfant, André Breton, Fernand Léger, Berenice Abbott, Jimmy Ernst, Peggy Guggenheim, John Ferren, Marcel Duchamp und Piet Mondrian.
1949 erschien sein Buch New Ways of Gravure.
1950 kehrte er nach Paris zurück und lehrte wieder am Atelier 17. Er befasste sich vor allem mit Farbdrucken und erfand neue Tiefdruck-Techniken, mit denen von einer einzigen Platte reproduzierbare Farbdrucke erstellt werden konnten. Die Techniken basieren auf verschiedenen Viskositäten von Farben, unterschiedlichen Härten der Einfärberollen, sowie unterschiedlich tief geätzten Farbebenen.
1959 war er Teilnehmer der documenta II in Kassel. 1962 erschien sein kunsttheoretisches/fachpraktisches Buch About Prints. 1966 erschien New Ways of Gravure in einer überarbeiteten und ergänzten Fassung. Beide Bücher hatten entscheidenden Einfluss auf die Entwicklung der künstlerischen Druckgrafik in Europa und Amerika. 1978 wurde er in die American Academy of Arts and Sciences aufgenommen.
1988 nach Hayters Tod, wurde das Atelier 17 in „Atelier Contrepoint“ umbenannt.

## Werke (Auswahl)
- 1930: Paysages urbains
- 1931: L’apocalypse
- 1934: Oedipus
- 1936: Combat

## Literarische Werke
- Hayter, Stanley William: New Ways of Gravure, London, Oxford University Press, 1966.
- Hayter, Stanley William: About Prints, Oxford University Press, London, 1962.